# Lechenaultia biloba
Lechenaultia biloba är en tvåhjärtbladig växtart som beskrevs av John Lindley. Lechenaultia biloba ingår i släktet Lechenaultia och familjen Goodeniaceae. Inga underarter finns listade i Catalogue of Life.

## Bildgalleri

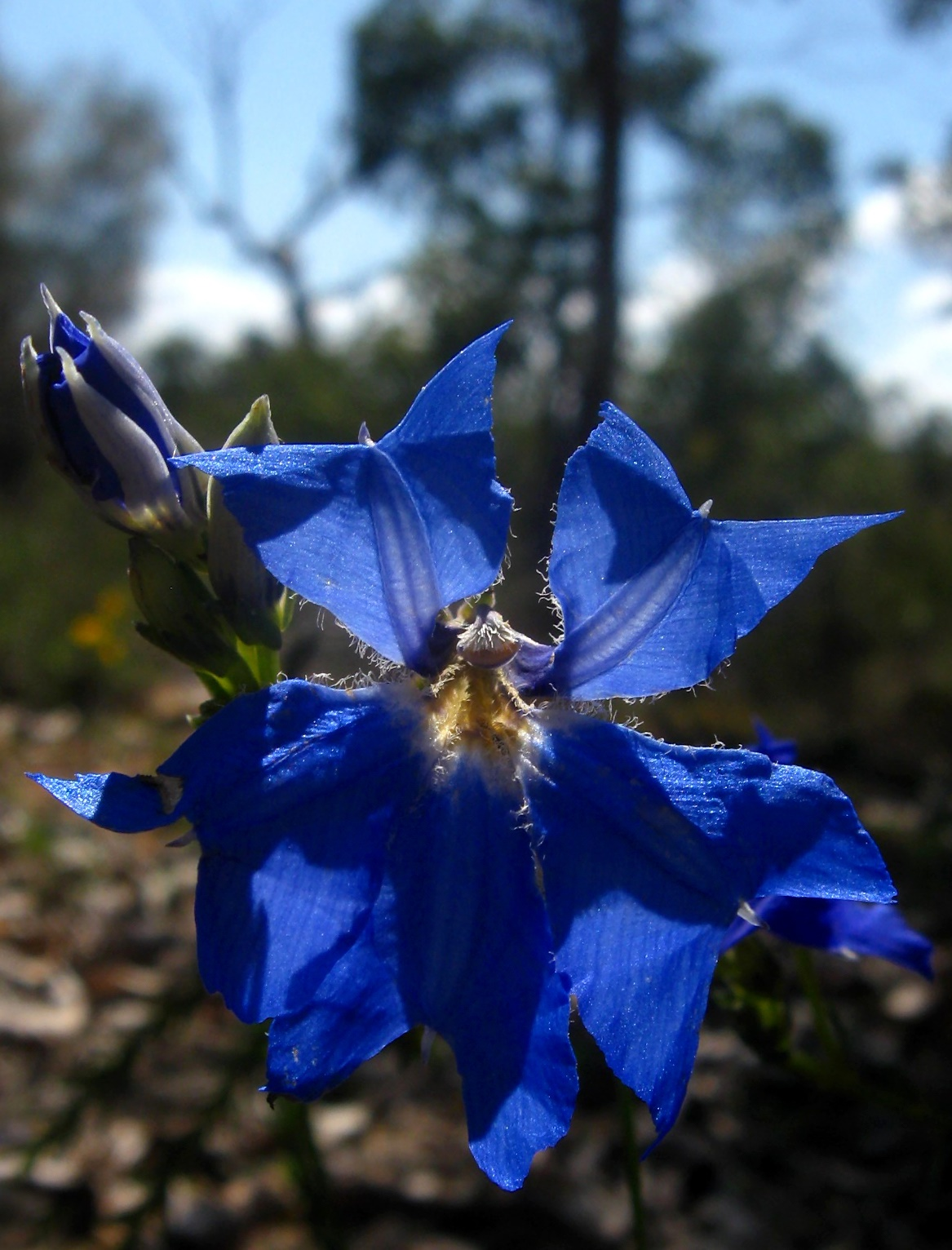
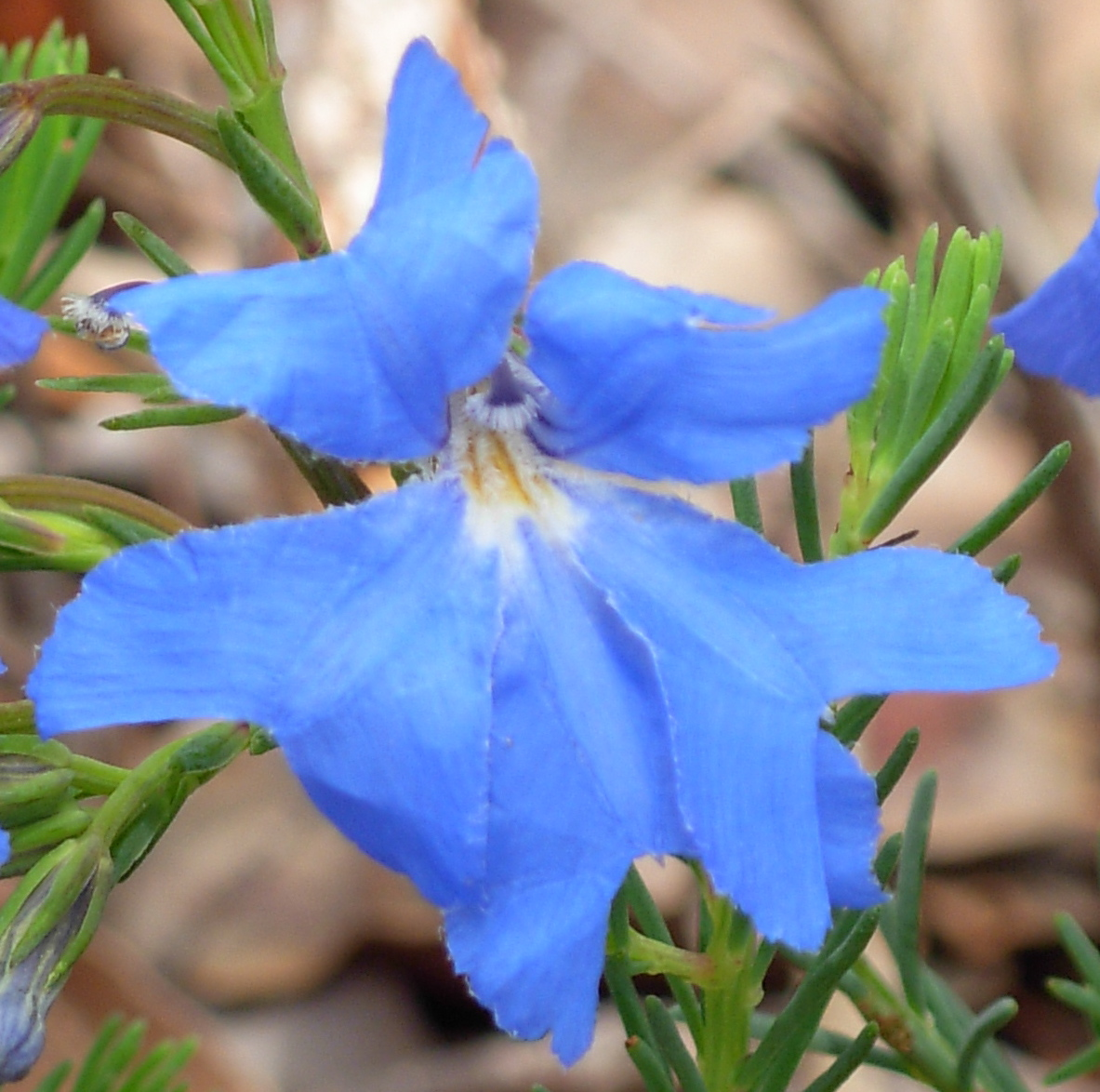
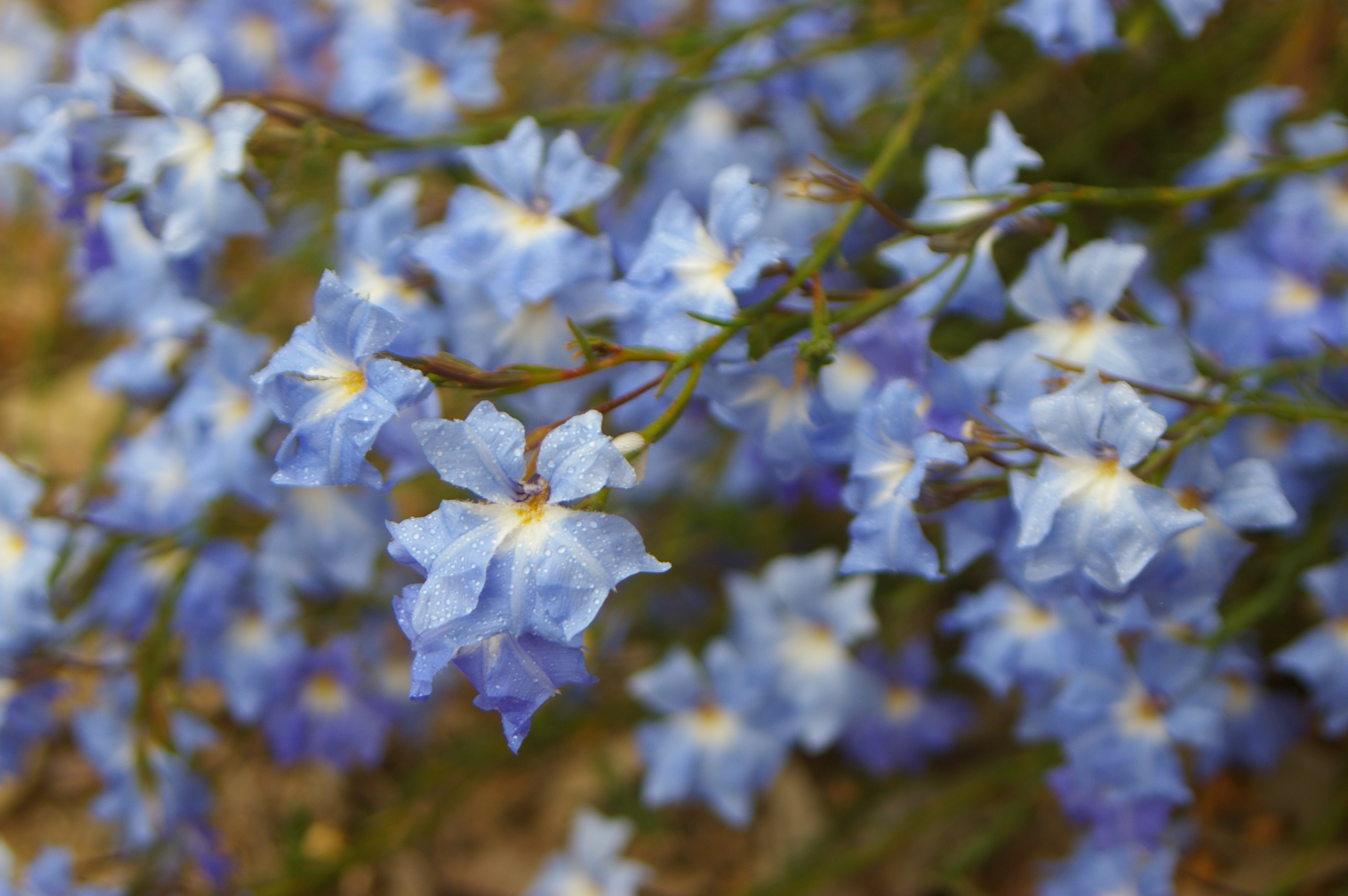
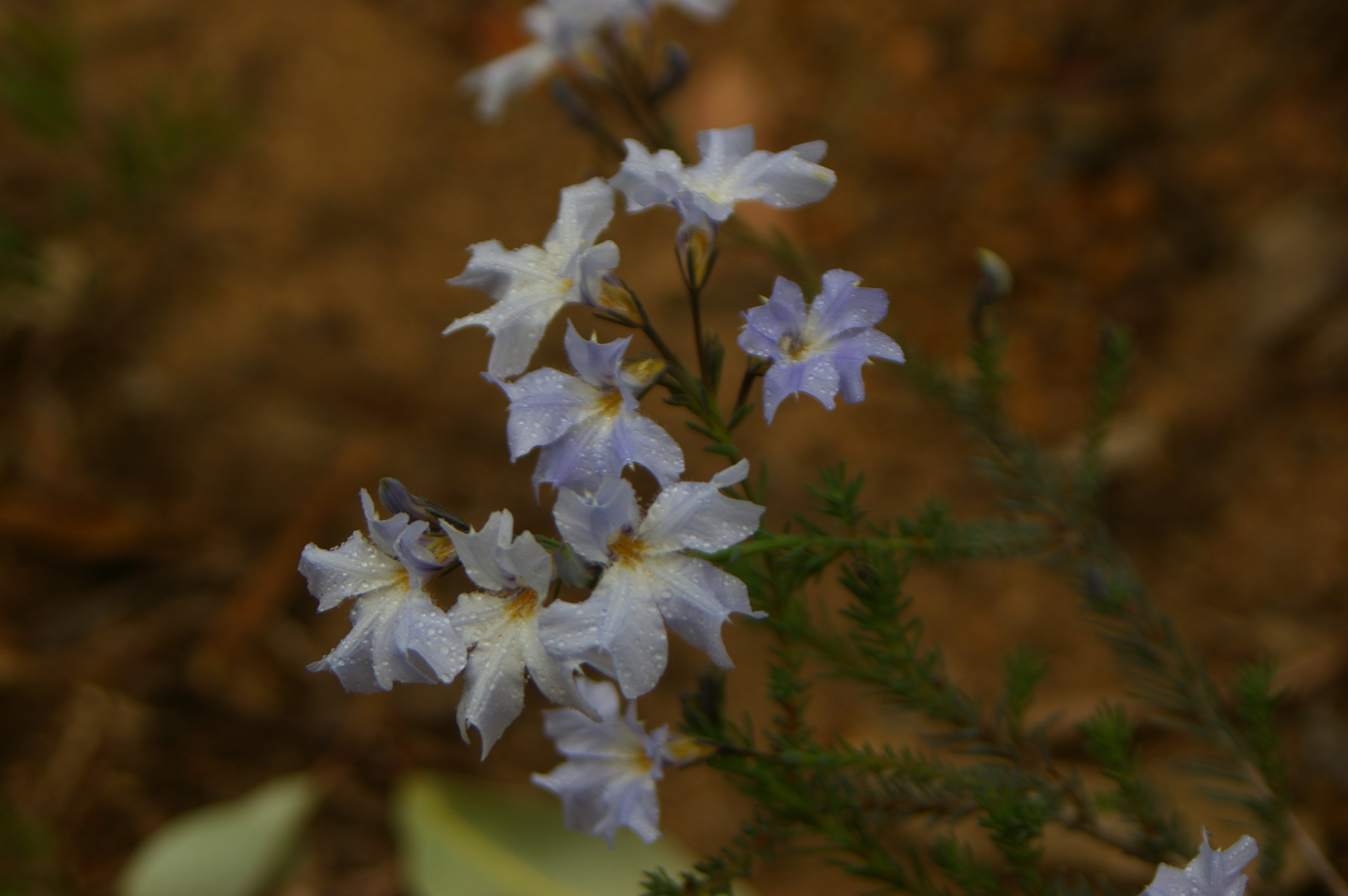
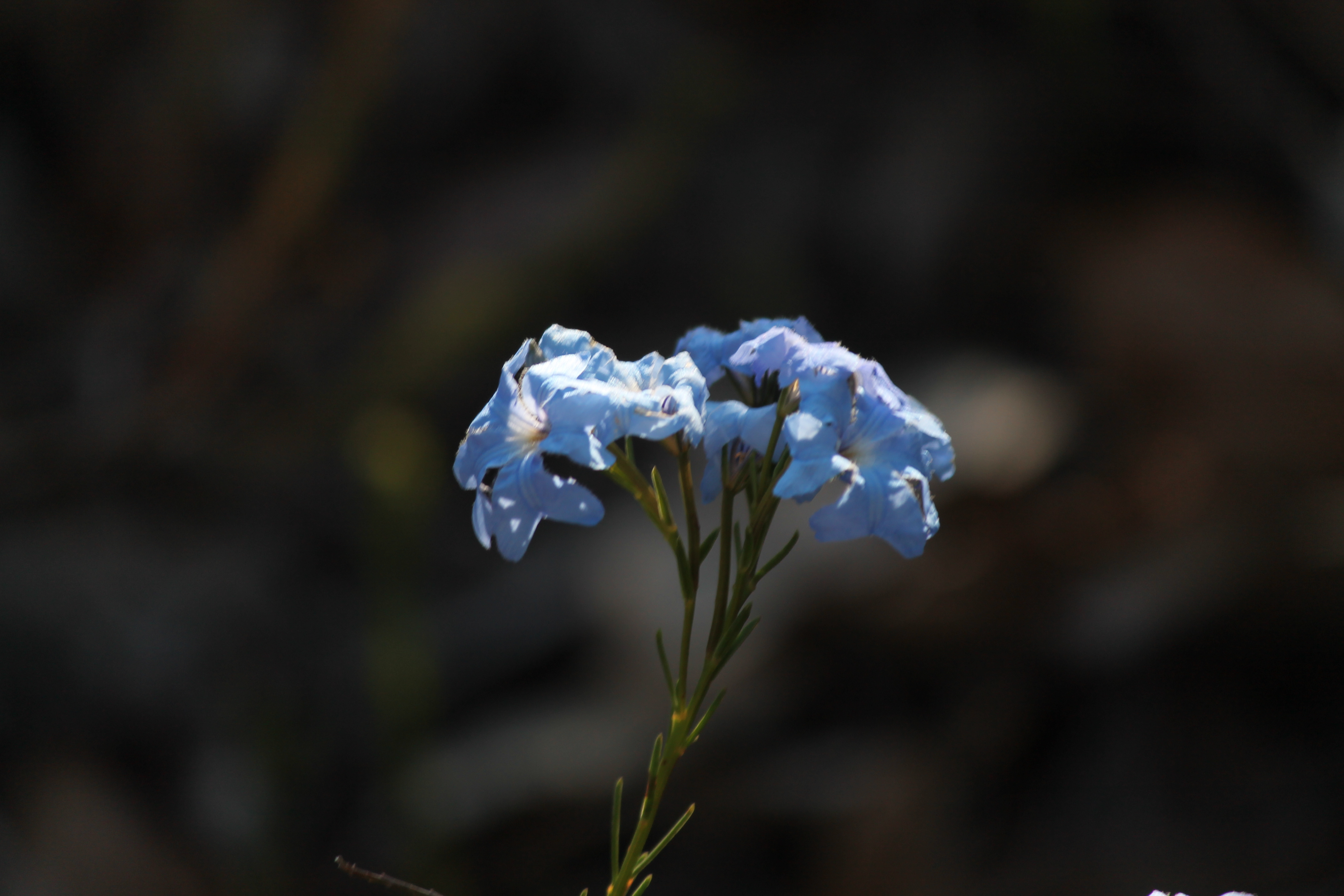